# Dictadura Nacional

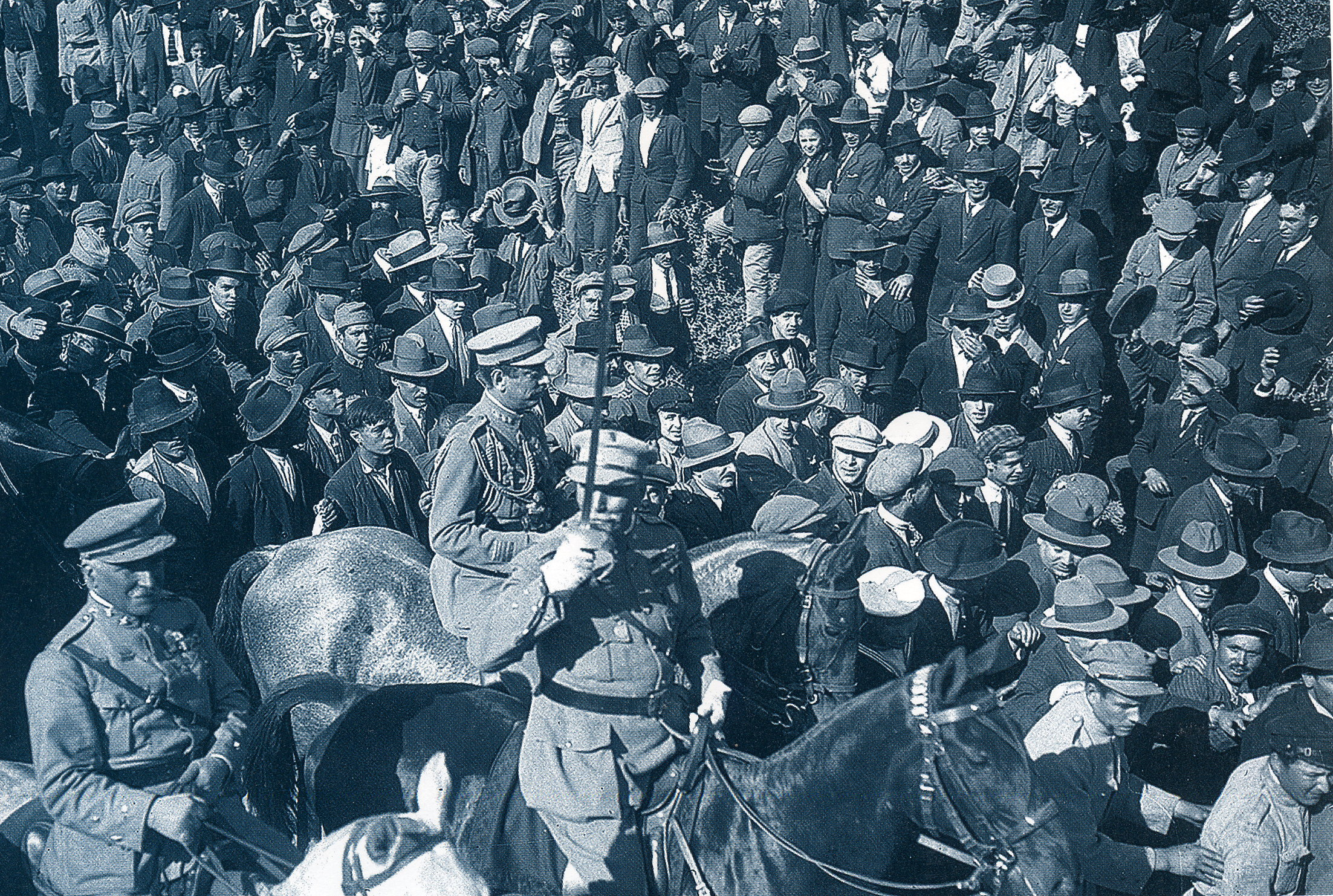
Manuel Gomes da Costa y sus tropas desfilan victoriosas por Lisboa el 28 de mayo de 1923.

Dictadura Nacional (en portugués: Ditadura Nacional) fue la denominación del régimen portugués salido de la elección por sufragio universal del presidente de la república Óscar Carmona en 1928. Duró hasta 1933, al ser refrendada una nueva constitución, que dio origen al Estado Novo. Fue precedida por la Dictadura Militar (1926-1928). El régimen salido del golpe de Estado del 28 de mayo de 1926 se convirtió en una dictadura militar al suspenderse la Constitución de 1911. En la perspectiva de los militares, sin embargo, una dictadura militar no era un régimen, siendo necesario instituir un nuevo régimen republicano con una nueva constitución. En la elección directa del presidente de la república, encontraron una "legitimidad nacional" para elaborar una nueva constitución que fue sometida a referéndum en 1933: la Constitución del Estado Novo.

## Causas
- Gran inestabilidad política, aprovechada por la oposición.
- Crisis económica y financiera que fue el origen de la contestación, lo que mostraba la inoperatividad de los gobiernos republicanos.
- La participación de Portugal en la Primera Guerra Mundial agravó la situación.
- La permanente interferencia del Congreso en la actividad de los gobiernos hacía ineficaz la acción de los gobiernos.
- La constante falta de entendimiento entre los partidos con representación en el parlamento generaban callejones sin salida irresolubles y que, por cuestiones secundarias, hacían que los gobiernos y los presidentes cayeran con facilidad.
- Más se encargaría el Gobierno en cada obra hecha por el Estado.